# Everwild
Everwild est un jeu vidéo annulé, développé par Rare et édité par Xbox Game Studios exclusivement pour Xbox Series et les ordinateurs personnels utilisant Windows 10 comme système d'exploitation,. Le jeu est annulé en juillet 2025, à la suite de licenciement au sein de Microsoft.

## Accueil
Screen Rant a qualifié le monde du jeu d'époustouflant et a félicité la bande-annonce pour sa beauté. 